# Július Toček
Július Toček (født 29. september 1939 i Margecany, død 7. oktober 2004 i Winterthur, Schweiz) var en tjekkoslovakisk roer.

## Rokarriere
Toček var med i Tjekkoslovakiets otter ved Sommer-OL 1964 i Tokyo sammen med Jiří Lundák, Petr Čermák, Jan Mrvík, Josef Věntus, Luděk Pojezný, Bohumil Janoušek, Richard Nový og styrmand Miroslav Koníček. Efter at have vundet deres indledende heat kunne de ikke stille noget op med de suveræne amerikanere, der vandt guld, og sølvvinderne fra Tyskland, men de erobrede endnu en OL-bronzemedalje.

## OL-medaljer
- 1964:  Bronze i otter